# حسين محمد العمري
حسين محمد العمري الملقب بأبو إبراهيم (1936) مواطن فلسطيني انتمى إلى حركة القوميين العرب وعمل في منظمة 15 مايو. وهو مطلوب لدى مكتب التحقيقات الفيدرالي لتورطه في تفجير طائرة بان أم الرحلة 830 في 11 أغسطس 1982، عندما كانت في طريقها من اليابان إلى هاواي ويعتقد المكتب أنه هو من أعد القنبلة التي إفجرت وأدت إلى وفاة أحد الركاب البالغ من العمر 16 عاما وإصابة 16 آخرين ولقد وضع المكتب مكافأة مقدارها 5 ملايين دولار لمى يدلي بأي معلومات تساعد في إدانته أو القبض عليه.